# DIP switch

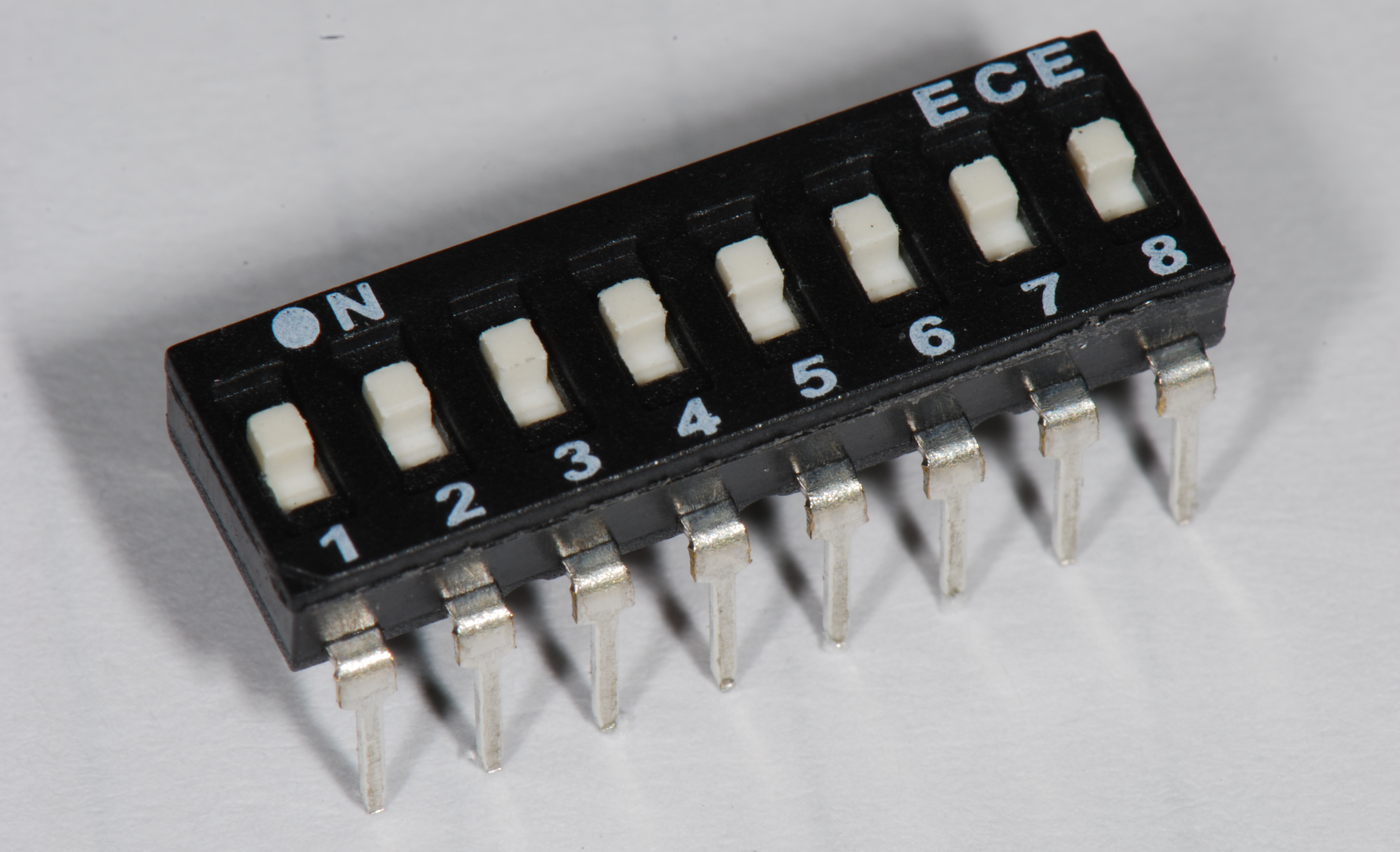
DIP switch a cursore

Il DIP switch è un componente impiegato nei circuiti elettronici.

## Descrizione
È formato da un gruppo di interruttori incapsulati in un singolo contenitore di tipo dual in-line package (DIP), dotato di terminali disposti su due file a distanza normalizzata. Solitamente viene saldato sul circuito insieme agli altri componenti. Il fattore di forma DIP prevede una distanza (interasse) di 2,54 mm (0,1") tra i terminali e 7,62 mm (0,3") o 15,24 mm (0,6") tra le righe. L'altezza verticale può variare. Nei modelli più sottili, l'azionamento si effettua con la punta di uno "spudger" o di un cacciavite; altri, di maggior volume, dispongono di piccole levette azionabili con l'unghia.
I formati più comuni sono costituiti da due, quattro o otto interruttori. I due terminali di ciascun interruttore sono allineati per riga; 
spostando la levetta in posizione ON, il contatto elettrico contrassegnato viene chiuso.

## Utilizzo
Trova applicazione nelle schede a circuito stampato quale dispositivo compatto utile a consentire impostazioni previste dal progetto. In queste applicazioni è spesso alternativo ai jumper.